# Karabin HK417
HK417 – karabin automatyczny zaprojektowany w amerykańskiej filii zakładów Heckler und Koch firmie HK Defence.
Karabin HK417 jest przystosowaną do zasilania nabojem 7,62 mm NATO wersją karabinku automatycznego HK416 i podobnie jak on działa na zasadzie odprowadzania gazów prochowych przez boczny otwór w lufie. Tłok gazowy o krótkim skoku, zamek ryglowany przez obrót. Pierwszy zaprezentowany w 2006 roku prototyp miał lufę długości 320 mm i był zasilany z magazynków od karabinu G3. Ponieważ magazynki te nie zapewniały zatrzymania zamka w tylnym położeniu po wystrzeleniu ostatniego naboju, pod koniec roku zaprezentowano nowe, polimerowe magazynki których podajnik współpracuje z zatrzaskiem zamka. W skład mechanicznych przyrządów celowniczych wchodzą: składana muszka i celownik bębnowy ze szczerbiną (nastawa 100 m) i przeziernikami (nastawy 200, 300, 400 m). Karabin zamiast łoża posiada cztery szyny montażowe Picatinny. Na górnej montowane mogą być celowniki optyczne, kolimatorowe lub noktowizyjne, na bocznych laserowe wskaźniki celu lub oświetlenie taktyczne, do dolnej dwójnóg, granatnik podlufowy lub strzelba.
Karabin Heckler & Koch HK417 był testowany na poligonie w Prescott w Arizonie. W czasie prób 32 strzelców wystrzeliło ponad 20 tysięcy naboi z każdego testowanego HK417. Według producenta w czasie testów nie nastąpiło ani jedno zacięcie, a skupienie ogniem pojedynczym wyniosło 180 mm z odległości 500 m (lufa długości 320 mm). Karabin HK417 znalazł się w ofercie firmy HK dla odbiorców wojskowych i federalnych formacji policyjnych. Powstała również wersja samopowtarzalna na rynek cywilny. W Polsce użytkownikami HK417 są m.in. Biuro Operacji Antyterrorystycznych KGP (od 2009) i JW 4101.